# Catarrhospora splendida
Catarrhospora splendida är en lavart som beskrevs av Brusse 1994. Catarrhospora splendida ingår i släktet Catarrhospora och familjen Porpidiaceae.   Inga underarter finns listade i Catalogue of Life.